# Zakvormig mosdiertje
Het zakvormig mosdiertje (Lophopus crystallinus) is een mosdiertjessoort uit de familie van de Lophopodidae. De wetenschappelijke naam van de soort werd in 1768 voor het eerst geldig gepubliceerd door Peter Simon Pallas.

## Beschrijving
Het zakvormig mosdiertje is koloniale zoetwater soort (ca 1 cm groot) met een geleiachtige buitenwand. Ze zijn waaiervormig als ze met het blote oog worden bekeken. Het voedt zich met algen. Het geeft de voorkeur aan een koud klimaat en is tolerant ten aanzien van eutrofiëring.

## Verspreiding
De soort komt wijdverspreid voor in Europa. Is in Nederland een zeldzame soort.